# Martin Johann Häsbart
Martin Johann Häsbart, auch Martin Johann Häsbärt, (* 1655 in Kleve; † 1711 in Duisburg) war ein deutscher Mediziner, Stadtarzt in Cleve, Ordinarius für Medizin in Duisburg und Mitglied der Gelehrtenakademie „Leopoldina“.
Martin Johann Häsbart studierte Medizin an der Universität Marburg. Dort wurde er im Jahr 1679 zum Doktor der Medizin mit einer Arbeit zur Wassersucht „De hydrope“ promoviert. Er wurde Stadtarzt in Kleve.
Am 17. August 1682 wurde Martin Johann Häsbart mit dem Beinamen RHASES als Mitglied (Matrikel-Nr. 106) in die Leopoldina aufgenommen. Von 1704 bis 1711 war er Professor der Medizin in Duisburg. Er verstarb in Duisburg.

## Schriften
- Dissertationem Inauguralem, De hydrope, Von der Wassersucht. Marburg 1679 Digitalisat
- mit Johann Philipp Jordis, Salomon Schadewitz und Samuel Andreae: Disquisitio Historico-Physica de Sepulcro Muhammedis, Schadewitz Marburg 1677.